# Дискография Гвен Стефани
Дискография американской поп-рок-певицы Гвен Стефани состоит из четырёх студийных альбомов, одиннадцати синглов, четырнадцати видеоклипов и одного видеоальбома, выпущенных совместно с лейблом Interscope Records. В качестве сольного исполнителя Стефани продала более девяти миллионов альбомов. Со своей группой «No Doubt» Стефани выпустила шесть альбомов.
В 2003 году Стефани приступила к записи своего первого сольного альбома «Love. Angel. Music. Baby.», вышедшего в ноябре 2004 года. В чартах Billboard 200 альбом занял седьмое место, и стал мульти-платиновым в США, Великобритании, Австралии и Канаде. Первый сингл альбома «What You Waiting For?» попал в десятку лучших синглов в странах, в которых демонстрировался. Второй сингл «Rich Girl» альбома был записан совместно с рэп-исполнительницей Ив, ставший успешным в США и Великобритании. Третий сингл «Hollaback Girl» стал первым в США и Австралии. Четвёртый сингл «Cool» стал менее успешным, по сравнению с его предшественниками, и не смог войти в десятку лучших в США и Великобритании. Выход «Crash» был задержан в связи с беременностью Стефани.
Второй студийный альбом «The Sweet Escape» Стефани выпустила в декабре 2006 года. Первый сингл «Wind It Up» вошёл в двадцатку хит-парадов, второй сингл «The Sweet Escape», записанный совместно с Akon, занял вторую строчку в чартах США и Великобритании.

## Альбомы

### Студийные альбомы
| Год  | Альбом | Максимальная позиция | Максимальная позиция | Максимальная позиция | Максимальная позиция | Максимальная позиция | Максимальная позиция | Максимальная позиция | Максимальная позиция | Максимальная позиция | Максимальная позиция | Сертификации |
| Год  | Альбом | US                   | AUS                  | CAN                  | FIN                  | FRA                  | GER                  | IRE                  | NOR                  | SWI                  | UK                   | Сертификации |
| ---- | --- | -------------------- | -------------------- | -------------------- | -------------------- | -------------------- | -------------------- | -------------------- | -------------------- | -------------------- | -------------------- | --- |
| 2004 | Love. Angel. Music. Baby. - Релиз: 23 ноября 2004 - Лейбл: Interscope {#2103177) - Формат: CD, кассета                  | 5                    | 1                    | 3                    | 3                    | 19                   | 11                   | 5                    | 6                    | 17                   | 4                    | - US: 3× Платиновый - AUS: 4× Платиновый - ARG: Золотой - CAN: 5× Платиновый - FRA: Золотой - GER: Золотой - MEX: Золотой - NZ: 2× Платиновый - UK: 3× Платиновый - IFPI: Платиновый |
| 2006 | The Sweet Escape - Релиз: 5 декабря 2006 - Лейбл: Interscope {#1717390) - Формат: CD, кассета                           | 3                    | 2                    | 3                    | 15                   | 33                   | 17                   | 16                   | 5                    | 8                    | 14                   | - US: Платиновый - AUS: 2× Платиновый - CAN: 2× Платиновый - GER: Золотой - NZ: Платиновый - UK: Золотой                                                                             |
| 2016 | This Is What the Truth Feels Like - Релиз: 18 марта 2016 года - Лейбл: Interscope - Формат: CD, LP, цифровое скачивание | 1                    | 6                    | 38                   | 3                    | 40                   | 40                   | 15                   | 46                   | 10                   | 14                   | |
| 2017 | You Make It Feel Like Christmas - Релиз: 6 октября 2017 года - Лейбл: Interscope - Формат: CD, LP, цифровое скачивание  | 16                   | —                    | 24                   | —                    | —                    | —                    | —                    | —                    | —                    | 55                   | |

## Синглы

### Совместные синглы
| title                                                         | Year | Peak chart positions | Peak chart positions | Peak chart positions | Peak chart positions | Peak chart positions | Peak chart positions | Peak chart positions | Peak chart positions | Peak chart positions | Peak chart positions | Certifications                                                                      | Album                             |
| title                                                         | Year | US                   | AUS                  | AUT                  | CAN                  | GER                  | NL                   | NOR                  | NZ                   | SWI                  | UK                   | Certifications                                                                      | Album                             |
| ------------------------------------------------------------- | ---- | -------------------- | -------------------- | -------------------- | -------------------- | -------------------- | -------------------- | -------------------- | -------------------- | -------------------- | -------------------- | ----------------------------------------------------------------------------------- | --------------------------------- |
| «South Side» (Moby featuring Gwen Stefani)                    | 2000 | 14                   | —                    | —                    | 3                    | —                    | —                    | —                    | —                    | —                    | —                    |                                                                                     | Play                              |
| «Let Me Blow Ya Mind» (Eve featuring Gwen Stefani)            | 2001 | 2                    | 4                    | 6                    | 29                   | 5                    | 2                    | 1                    | 7                    | 1                    | 4                    | - ARIA: Platinum - BPI: Platinum - IFPI NOR: Platinum - IFPI SWI: Gold - RMNZ: Gold | Scorpion                          |
| «What’s Going On» (as part of Artists Against AIDS Worldwide) | 2001 | 27                   | 38                   | 51                   | —                    | 35                   | 24                   | —                    | 18                   | 16                   | 6                    |                                                                                     | What’s Going On: All-Star Tribute |
| «Can I Have It Like That» (Pharrell featuring Gwen Stefani)   | 2005 | 49                   | 22                   | 47                   | 29                   | 37                   | 25                   | 15                   | 18                   | 28                   | 3                    |                                                                                     | In My Mind                        |
| «Glycerine» (live) (Bush featuring Gwen Stefani)              | 2012 | —                    | —                    | —                    | —                    | —                    | —                    | —                    | —                    | —                    | —                    |                                                                                     | Non-album single                  |
| «Kings Never Die» (Eminem featuring Gwen Stefani)             | 2015 | 80                   | 62                   | —                    | 51                   | —                    | —                    | —                    | —                    | —                    | 82                   | - RIAA: Gold                                                                        | Southpaw                          |
| «Hands» (with various artists)                                | 2016 | —                    | —                    | —                    | —                    | —                    | —                    | —                    | —                    | —                    | —                    |                                                                                     | Non-album singles                 |
| «Happy Anywhere» (Blake Shelton featuring Gwen Stefani)       | 2020 | 32                   | —                    | —                    | 41                   | —                    | —                    | —                    |                      |                      |                      |                                                                                     | Non-album singles                 |

## Видео альбомы
| Год  | Информация                                                                                             |
| ---- | --- |
| 2006 | Harajuku Lovers Live - Релиз: 5 декабря 2006 - Формат: DVD - Лейбл: Interscope - Режиссёр: Софи Мюллер |

## Музыкальные видео
| Год  | Название                            | Режиссёр        |
| ---- | ----------------------------------- | --------------- |
| 2001 | «South Side» (вместе с Моби)        | Джозеф Кан      |
| 2001 | «Let Me Blow Ya Mind» (вместе с Ив) | Филип Атвелл    |
| 2004 | «What You Waiting For?»             | Френсис Лоуренс |
| 2004 | «Rich Girl» (вместе с Ив)           | Дэвид ЛаШапель  |
| 2005 | «Hollaback Girl»                    | Пол Хантер      |
| 2005 | «Cool»                              | Софи Мюллер     |
| 2005 | «Can I Have It Like That»           | Пол Хантер      |
| 2005 | «Luxurious» (вместе с Slim Thug)    | Софи Мюллер     |
| 2006 | «Crash»                             | Софи Мюллер     |
| 2006 | «Wind It Up»                        | Софи Мюллер     |
| 2007 | «The Sweet Escape»                  | Джозеф Кан      |
| 2007 | «4 in the Morning»                  | Софи Мюллер     |
| 2007 | «Now That You Got It»               | Saline Project  |
| 2007 | «Early Winter»                      | Софи Мюллер     |